# 小月冴子
小月 冴子（おづき さえこ、1922年12月24日 - 2012年12月3日）は元松竹歌劇団（SKD）の男役スター。東京都出身。本名は田口 秀子。

## 略歴

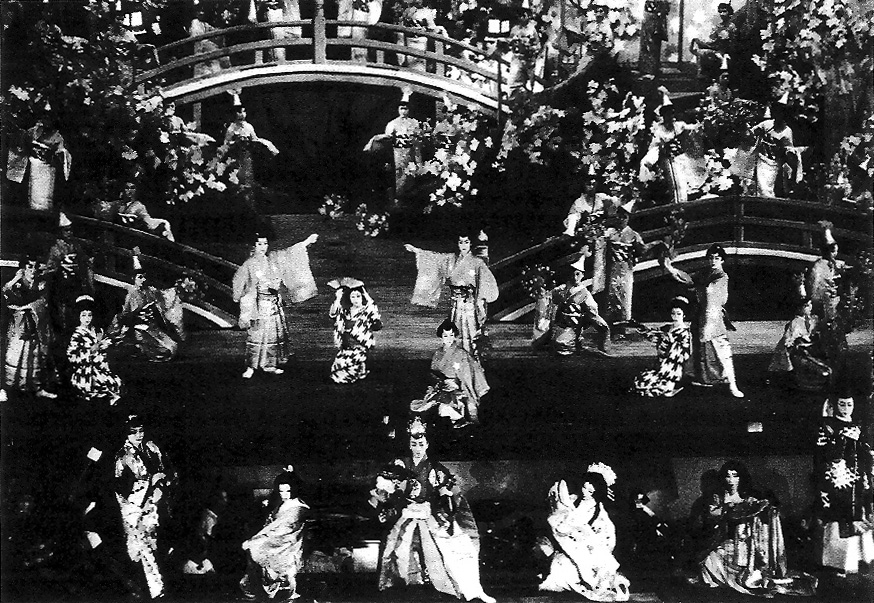
前列中央右が小月（1953年『秋のおどり』）

1936年（昭和11年）、松竹少女歌劇学校に4回生として入る。同期に曙ゆり（入団時は曙あをみ）、並木路子、加藤治子（在団時は御舟京子）、月城彰子（後の岩井半四郎夫人）、矢口陽子（在団時は若園照美、後の黒澤明夫人）らがいた。
1937年（昭和12年）松竹少女歌劇団（SSK、後のSKD）に入り、同年完成した東洋一の大劇場・浅草国際劇場の杮落し公演『第8回東京踊り』で初舞台を踏んだ。
1944年（昭和19年）に幹部に昇進し、1946年（昭和21年）頃に大幹部に昇進。戦後『カルメン』（46年）のタイトルロール、『猿飛佐助絢爛城へ行く』（48年）の早百合姫など、女役でも人気を集めた。『踊る龍宮城』（49年）や、松竹歌劇映画『夢を召しませ』（50年）などのミュージカル映画でも活躍。1965年（昭和40年）舞台を引退した川路龍子に代わり大幹部筆頭になる。
1973年（昭和48年）には芸術選奨文部大臣賞をレビュー界では初めて受賞した。1980年（昭和55年）に松竹歌劇団を退団。1981年（昭和56年）に松尾芸能賞を受賞。退団後は後進の指導にあたった。1987年（昭和62年）に紫綬褒章を受章。
2012年（平成24年）12月3日、肺気腫のため死去。89歳没。

## 出演

### 舞台
- 東京踊り
- 翠琴抄（1943年）
- カルメン（1946年） - カルメン 役
- 青い鳥（1947年）
- 猿飛佐助絢爛城へ行く（1948年） - 早百合姫 役
- リオ・グランデ（1952年）
- 竜虎（1954年）
- カルネバル・イタリアーノ（1959年）
- ホリデイ・イン・バリー（1962年）
- 民謡北陸の旅（1969年）
- 沈清伝（1976年） - 国王 役
- 修善寺物語（1977年）
- カルメン（1979年） - 占い女イザベラ 役
- THIS IS REVUE（1980年）

### 映画
- 踊る龍宮城（1949年）
- 夢を召しませ（1950年）
- 街の波止場（1950年）
- 夢多き頃（1951年） - 津雲万里子 役
- 大江戸五人男（1951年） - 妙姫 役
- 虹をつかむ踊り子（1963年）
- 男はつらいよ 寅次郎わが道をゆく（1978年） - 夕月静香 役